# مخيم طولكرم
مخيم طولكرم مخيم لاجئين فلسطينيين صغير المساحة، يقع داخل مدينة طولكرم وتحديدًا في وسط المدينة، مساحته صغيرة إذ تبلغ فقط 168 دونمًا أي ما يعادل 0.168 كيلو مترًا مربعًا، ولكنه يعد ثاني أكبر مخيم للاجئين في الضفة الغربية سكانًا بعد مخيم بلاطة، وهو مخيم للاجئين من أصل اثنين في مدينة طولكرم حيث تضم المدينة أيضًا مخيم نور شمس للاجئين الذي يبعد فقط حوالي 2 كم عن مخيم طولكرم.

## التاريخ
تأسس مخيم طولكرم للاجئين عام 1950 فوق قطعة من الأرض استأجرتها الأونروا من عائلات مدينة طولكرم كعائلة "عوّاد" وغيرها من عائلات المدينة. أصبح المخيم تحت سيطرة السلطة الفلسطينية في عام 1995.

## الموقع والمساحة
يقع مخيم طولكرم في وسط مدينة طولكرم وداخل حدود المدينة، وتحيط أحياء مدينة طولكرم السكنية بالمخيم من الجهات الأربع بحيث يتداخل المخيم معها، وتبلغ مساحة المخيم 168 دونمًا فقط.

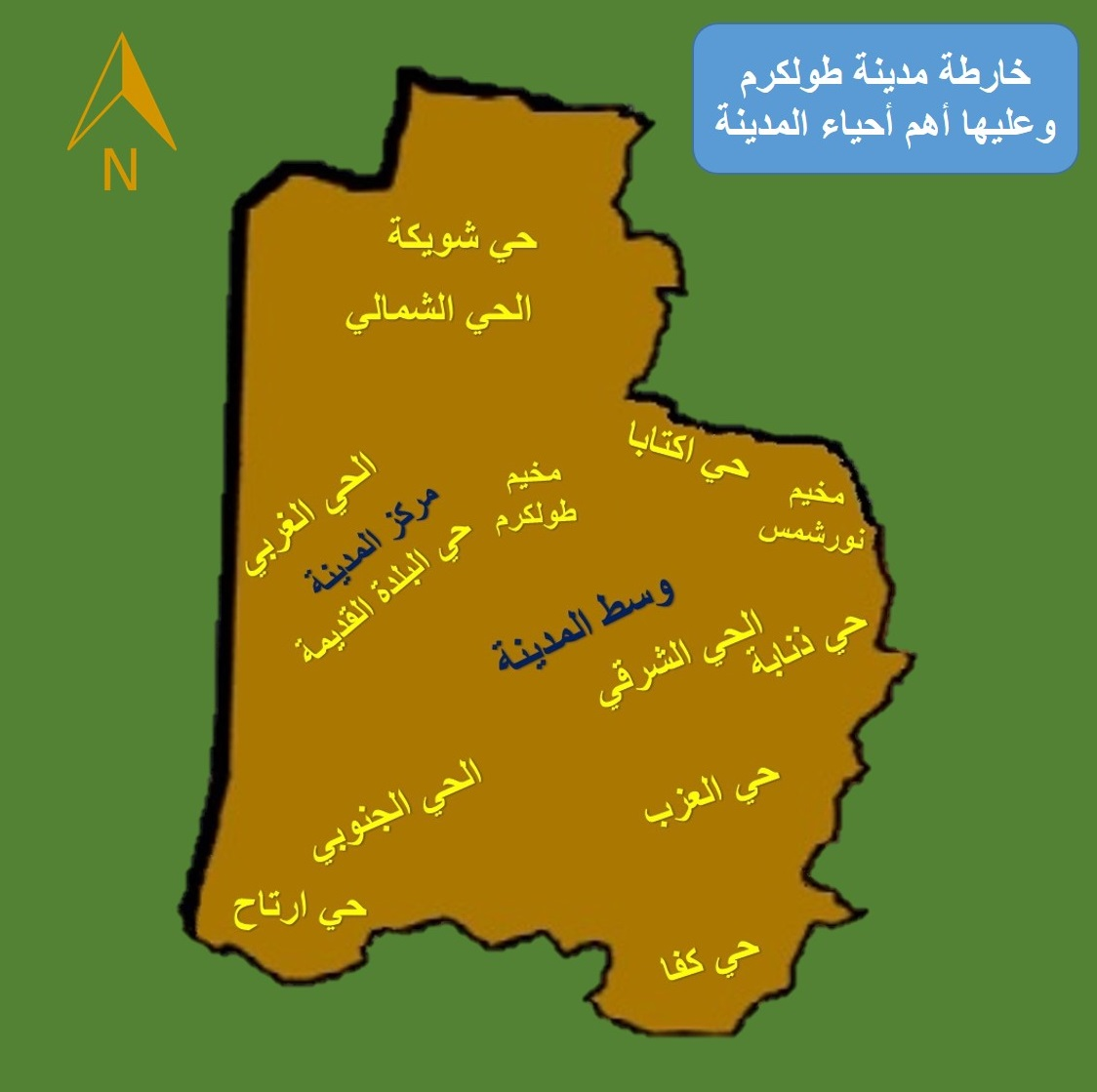
خارطة أحياء مدينة طولكرم وضمنها يظهر مخيم طولكرم

## السُكان
بلغ عدد سكان مخيم طولكرم 9931 نسمة حسب التعداد السكاني لعام 2017م. وينتمي اللاجئون الأصليون في المخيم إلى القرى والبلدات التابعة لمناطق حيفا ويافا وقيسارية وغيرها مثل قرى قاقون، وادي الحوارث، عرب النفيعات، الحرم (سيدنا علي)، صبارين، مسكة، أم خالد، بصّة الفالق (بركة رمضان)، قيسارية، الشيخ مونس وغيرها.

## نظرة من الداخل
يضم المخيم ما يلي:
- خمسة مدارس.
- مركز رئيسي لتوزيع الأغذية ومواد التموين.
- ثلاثة مراكز صحية أحدها تابع للأونروا.
- مركز نسائي.

## أحداث
- في ديسمبر 2013 اندلعت احتجاجات على خلفية قيام بلدية طولكرم بإصدار قرار ينص على تركيب عدادات كهرباء مسبقة الدفع لكافة منازل ومنشآت المخيم في المدينة.[10]

- في الأعوام 2023 و2024 و2025 تعرض المخيم للاجتياح الإسرائيلي ضمن اجتياح مدينة طولكرم ومُخيميها.

- في 3 أكتوبر 2024 وقعت مجزرة مخيم طولكرم عندما قصفت إسرائيل مبنىً سكنيًا يضم مقهىً شعبيًا في المخيم بطائرة حربية مُقاتلة من نوع إف-16 مما أدى إلى مقتل 20 فلسطينيًا، لتكون بذلك أكبر مجزرة في الضفة الغربية منذ الانتفاضة الفلسطينية الثانية، كما أنها المرة الأولى منذ الانتفاضة الفلسطينية الثانية التي تستخدم فيها إسرائيل الطيران الحربي في قصف الضفة الغربية.[11]

## شخصيات المخيم
- حلمي الأسمر (1957) - صحفي وكاتب وشاعر.[12]
- أشرف نافع
- عدنان الضميري
- جهاد شحادة

## معرض صور

مخيم طولكرم